# 池田町松尾
池田町松尾（いけだちょうまつお）は、徳島県三好市の町名。2015年10月1日現在の人口は90人、世帯数は53世帯。郵便番号は〒779-5165及び〒778-0165（祖谷温泉・松本）。

## 地理

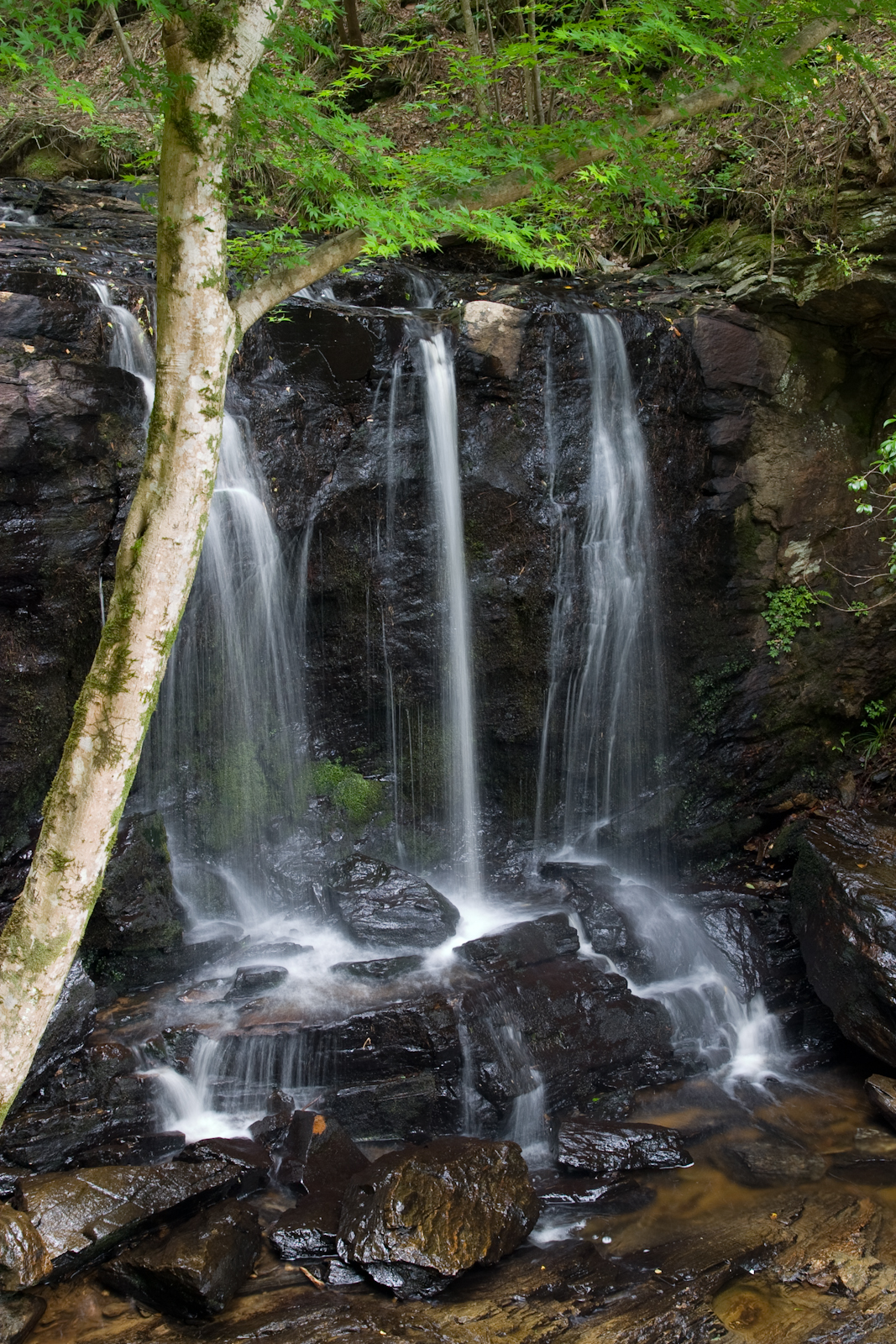
松尾川支流にあるたびの尻滝

北は池田町大利、東は池田町漆川及び西祖谷山村下名、西は池田町川崎、南西は西祖谷山村田ノ内、南は西祖谷山村善徳にそれぞれ接する。
吉野川中流に注ぐ祖谷川の支流・松尾川の上流域、中津山北斜面から北西斜面、及び祖谷川に面した西斜面に位置する。

### 山岳
- 中津山
- 舟山

### 河川
- 祖谷川
- 松尾川

### 小字
- 祖谷温泉
- 大申
- 宮石
- 黒川
- 下尾後
- 下蔭
- 松本
- 六松

## 歴史
- 2006年（平成18年）3月1日 - 三好郡池田町が三野町・山城町・井川町・東祖谷山村・西祖谷山村と合併して三好市が発足し、現在の町名となる。

### 地名の由来
地名の由来は、慶応年間の松尾瀬戸（後）佐久という人物が当地を開いたことにちなむ。

## 施設

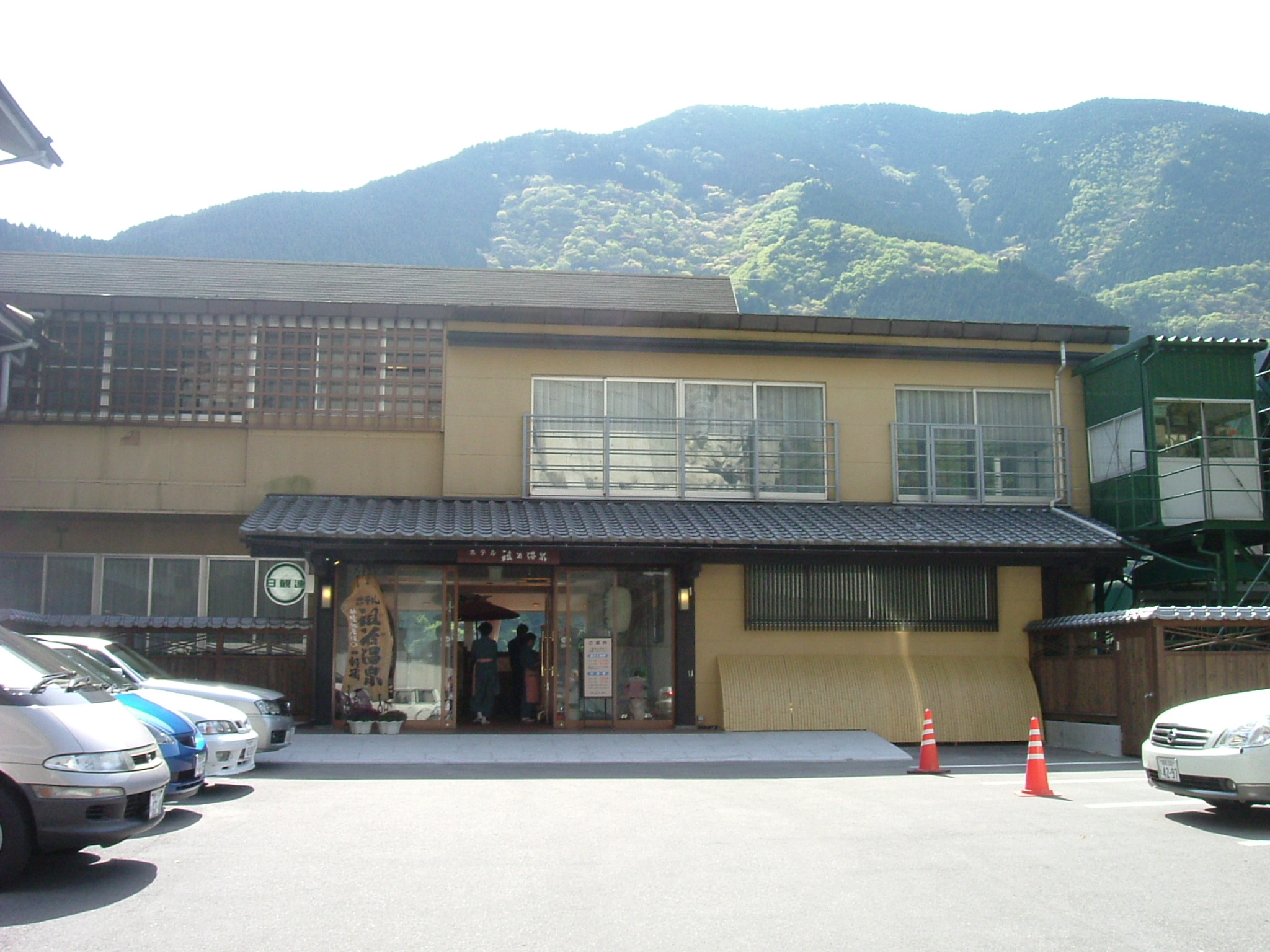
祖谷温泉

### 名所
- 祖谷渓
- 竜ヶ岳
- 三縄ダム - 祖谷川。
- たびの尻滝

### 温泉
- 祖谷温泉
- 松尾川温泉

### 社寺
- 竹神社
- 藤原神社
- 光明寺

## 交通

### 鉄道
- 地内に駅はなく、最寄り駅はJR土讃線の祖谷口駅。

### 道路
都道府県道
- 徳島県道32号山城東祖谷山線
- 徳島県道140号大利辻線
- 徳島県道149号腕山宮石線